# Самар (дем Воден)
Вижте пояснителната страница за други значения на Самар.
Самар (на гръцки: Σάμαρι, Самари, катаревуса: Σαμάριον, Самарион, до 1926 година Σαμάρ, Самар) е село в Република Гърция, в дем Воден, област Централна Македония.

## География
Селото е разположено на 5 километра североизточно от град Воден (Едеса) на 300 m надморска височина.

## История

### В Османската империя
В османски данъчни регистри на немюсюлманското население от вилаета Водане от 1619-1620 година е отбелязано, че село Самар има 30 джизие ханета (домакинства).
В „Етнография на вилаетите Адрианопол, Монастир и Салоника“, издадена в Константинопол в 1878 година и отразяваща статистиката на населението от 1873 година, Самар (Samar) е посочено като село във Воденска каза с 31 къщи и 173 жители българи.
Според статистиката на Васил Кънчов („Македония. Етнография и статистика“) в 1900 година в Самаръ живеят 244 жители българи.
След Илинденското въстание в 1904 година цялото село минава под върховенството на Българската екзархия. По данни на секретаря на екзархията Димитър Мишев („La Macédoine et sa Population Chrétienne“) в 1905 година в Самар (Samar) има 160 българи екзархисти.

### В Гърция
През Балканската война в селото влизат гръцки войски, а след Междусъюзническата война в 1913 година Самар остава в Гърция.
Боривое Милоевич пише в 1921 година („Южна Македония“), че Самар има 20 къщи славяни християни.
В 1920-те години в селото са заселени 24 гърци бежанци. В 1926 година е прекръстено на Самари. В 1928 година Самар е представено като смесено местно-бежанско със 7 бежански семейства и 31 души бежанци. В 1940 година от 177 жители, 33 са бежанци, а останалите местни.
Селото пострадва по време на Гражданската война в Гърция и през зимата на 1947 година жителите му са преселени в Църковяни. След нормализацията на положение обаче се завръщат в Самар.
| Година    | 1913 | 1920 | 1928 | 1940 | 1951 | 1961 | 1971 | 1981 | 1991 | 2001 | 2011 | 2021 |
| --------- | ---- | ---- | ---- | ---- | ---- | ---- | ---- | ---- | ---- | ---- | ---- | ---- |
| Население | 87   | 84   | 210  | 177  | 130  | 163  | 114  | 128  | 117  | 91   | 85   | 76   |